# Nová Bošáca
Nová Bošáca (węg. Újbosác) – wieś i gmina (obec) w powiecie Nowe Miasto nad Wagiem, w kraju trenczyńskim, w zachodniej Słowacji. Zamieszkuje ją około 1106 osób.

## Historia
Wieś została założona w 1950 po odłączeniu 23 osiedli od wsi Bošáca. W 1918 mieszkańcy osiedli oprócz rolnictwa i leśnictwa zajmowali się tkactwem, haftem, wyrobem koszyków i produkcją drewnianych naczyń.

## Geografia
Centrum wsi leży na wysokości 306 m n.p.m. Gmina zajmuje powierzchnię 33,44 km².